# Hypotephrina
Hypotephrina is een geslacht van vlinders van de familie spanners (Geometridae), uit de onderfamilie Ennominae.

## Soorten
- H. confertaria (Warren, 1914)
- H. crassidens Krüger, 1998
- H. exmotaria (Walker, 1861)
- H. minima Krüger, 1998
- H. nyangae Krüger, 1998
- H. polystriga Krüger, 1998
- H. serrimargo Krüger, 1998
- H. vicina Krüger, 1998